# Оранський заказник
Оранський — ландшафтний заказник місцевого значення. Об'єкт розташований на території Іванківського району Київської області, На території Іванківського району Оранської сільської ради.
Площа — 100 га, статус отриманий у 2016 році.
Територія заплави правого берега річки Тетерів. На території заказника кілька заплавних озер Стара Ріка, Велика і мала Осиновиця, Братське. Восени заплава Тетерева стає місцем відпочинку птахів, що летять на південь. Саме тут можна побачити і найбільшого орла України – орлана-білохвоста, занесеного до Європейського Червоного списку та Червоної книги України. Виявлені декілька зникаючих видів птахів занесених до Червоної книги України та Бернської конвенції, а саме: лелека чорний, чепура велика, сови вухата та сіра та ін. Територія не використовується у господарській діяльності. Рішенням Київської обласної ради від 27.03.2014 №765-40-VI «Про резервування цінних для заповідання природних територій та об'єктів на території Київської області» об'єкт резервувався для подальшого заповідання.